# Сент-Этьен-де-Сен-Жуар
Сент-Этьен-де-Сен-Жуар (фр. Saint-Étienne-de-Saint-Geoirs) — коммуна во Франции, находится в регионе Рона — Альпы. Департамент коммуны — Изер. Входит в состав кантона Сент-Этьен-де-Сен-Жуар. Округ коммуны — Гренобль.
Код INSEE коммуны — 38384. Население коммуны на 1999 год составляло 2 216 человек. Населённый пункт находится на высоте от ...  до ...  метров над уровнем моря. Муниципалитет расположен на расстоянии около 460 км юго-восточнее Парижа, 65 км юго-восточнее Лиона, 34 км северо-западнее Гренобля. Мэр коммуны — Yannick Neuder, мандат действует на протяжении 2008—2014 гг.
Динамика населения (INSEE):

## Города-побратимы
- Казорате-Семпьоне, Италия (2013)